# 通用載具
通用载具，亦稱布倫機槍運輸車，是由维克斯—阿姆斯特朗公司研發的一种輕型履带式装甲车。通用载具在二戰中，被英聯邦等軍隊廣泛使用於偵察、聯絡、運輸等多種用途。同時還有不少改造自通用载具的衍生車輛。通用載具是歷史上製造數量最多的裝甲戰鬥車輛，一共製造了約113,000輛。

## 開發及設計

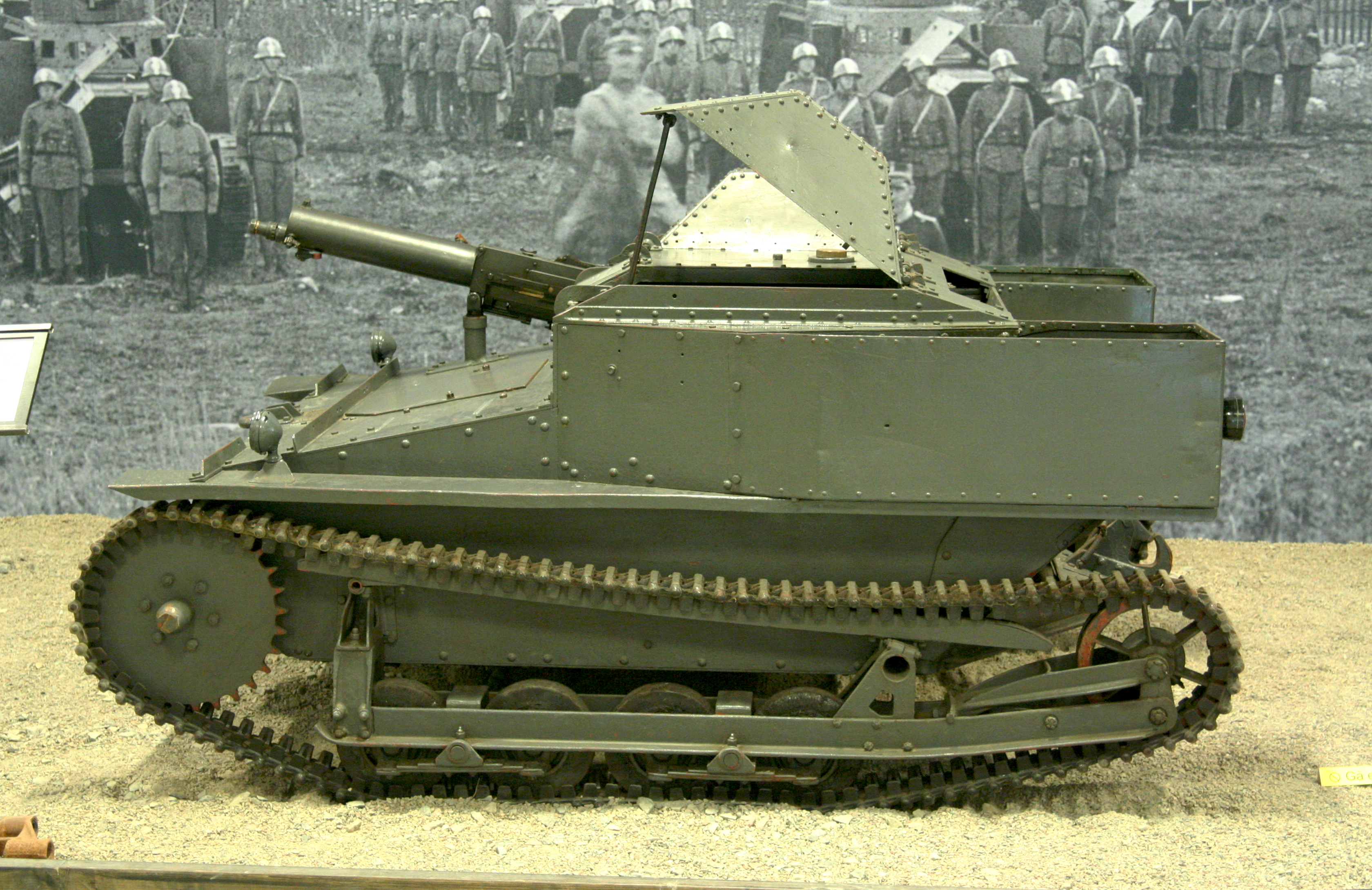
附加頂蓋的卡登·洛依德小型戰車

早在1920年代，维克斯—阿姆斯特朗公司就開始研發輕型履带式装甲车輛。全球暢銷的卡登·洛依德小型戰車結構上與通用载具類似，初具通用载具的雛形。
1934年，维克斯—阿姆斯特朗公司推出了一種新的輕型履带車輛，VA.D50。該車輛可作為機槍載具或拖曳輕野戰炮。在VA.D50的基礎上再開發出另一種履带車輛。引擎中置，通過車身後方的變速箱帶動動輪。懸吊跟Mk.VI輕型坦克類似，也使用霍斯曼斜向彈簧。底盤上是被薄裝甲包圍，沒有頂蓋的車體。車體分為前後兩個隔間。後方隔間被中間的動力系統分為左右兩部份。前方隔間中，右方為駕駛員，左方為武器操作員。武器操作員前方的裝甲向前突出，提供更多空間容納武器。一般安裝一挺布伦轻机枪，是布倫機槍運輸車稱號的起源。而偵察型載具搭配博斯反坦克步槍。基於這兩種載具，後來推出強化動力，增加空間的通用载具。

## 服役紀錄
用途極度廣泛又十分輕便的通用载具廣泛服役於英聯邦等軍隊，受到前線部隊的好評。比起功能相約大小相近的輪式車輛吉普車，使用履帶的通用载具有較高的負載，以負荷薄裝甲片和更多的物資。而且履帶車輛的越野性能更加優秀，使其在擔當任務時擁有特殊優勢。不過通用载具比吉普重，速度也比吉普慢。

### 英聯邦軍隊
二戰中英聯邦的裝甲、步兵等部隊均裝備大量通用载具。每個機械化步兵連轄2個機械化步兵排，1個通用载具排。每個排3個班（後來增加到4個），共10輛通用载具。每個英國步兵營營部裝備約13輛通用载具。早期步兵師師屬偵察單位裝備63輛通用载具及Humber偵察車。
同时，每个英军步兵营下辖的火力支援连（英語：Support Company）中包含一个载具排（英語：Carrier Platoon），每个排辖4个班组，各班组装备3辆通用载具，全排共13辆通用载具（排部1辆）。每个载具班组火力较强，装备3挺布伦轻机枪，一挺反坦克步枪及一门2英寸迫击炮。
最初，一般的通用载具有3名乘員，後來增加到4個。戰場上，乘員有時會在载具上安裝俘獲的武器，例如德軍的MG42。
除了運送步兵和偵察兵外，通用载具還可以運送傷員和補給，拖曳反坦克炮等火炮，用途極其廣泛。

### 蘇聯紅軍
1941年收到了200辆。至战争结束收到了1260辆通用載具与类似的洛伊德载具。)

### 納粹德軍
德军曾将缴获的60辆布伦No.2型载具及维克斯多用途牵引车用作爆破车辆。载具携带大量炸药后被遥控至敌军阵地，随后连同车辆一起爆破。1942年的塞瓦斯托波尔战役中，德军投入29辆该型爆破载具并获得一定成功，但也有大量载具因敌军火炮及地雷而无法完成任务。德军在使用缴获的通用载具方面的一个难题是没有足够的备用零件以供维修。

### 国民革命军
1500辆从澳大利亚提供给国军，其中约400辆安装了3英寸迫击炮。